# 東村山郡

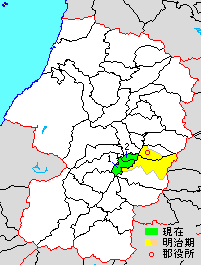
山形県東村山郡の範囲（1.山辺町 2.中山町）

東村山郡（ひがしむらやまぐん）は、山形県の郡。
人口23,041人、面積92.6km²、人口密度249人/km²。（2025年3月1日、推計人口）
以下の2町を含む。
- 山辺町（やまのべまち）
- 中山町（なかやままち）

## 郡域
1878年（明治11年）に行政区画として発足した当時の郡域は、上記2町のほか、下記の区域にあたる。
- 山形市の一部（滝平、芳沢、常明寺、並柳、古館、［この間、耕地整理による町名変更のため不詳］、土樋のうち馬見ヶ崎川、双月町、上山家町、下山家町、上東山以北）
- 天童市の大部分（山口・川原子・道満・乱川・田麦野を除く）

## 歴史

### 郡発足までの沿革
- 幕末時点では出羽国に所属した。「旧高旧領取調帳」に記載されている明治初年時点での、村山郡のうち後の本郡域の支配は以下の通り。幕府領は長岡代官所が管轄[注 1]。●は村内に寺社領が存在。（97村）

| 知行         | 知行                     | 村数 | 村名 |
| ------------ | ------------------------ | ---- | --- |
| 幕府領       | 幕府領                   | 12村 | ●小塩村、向新田、●中野村、●南中野村、●北中野村、●見崎村、北山村、簗沢村、●久野本村、●風間村、●山元村、●矢野目村                                                                                     |
| 幕府領       | 旗本領（高力氏）         | 2村  | 深堀村、大寺村 |
| 藩領         | 上野館林藩               | 20村 | ●北高擶村、●南高擶村、●山寺村、●高木村、上東山村、●下東山村、高沢村、●清池村、杉下村、三河尻村、●上中野村、●漆山村、●貫津村、南蔵増村、北蔵増村、●七浦村、十文字村、大森村、●上荻野戸村、下荻野戸村 |
| 藩領         | 下総佐倉藩               | 19村 | 古館村、常明寺村、畑谷村、滝平村、根際村、大塚村、●下山家村、要害村、深沢村、北作村、上反田村、下反田村、●船町村、●吉野宿村、●陣場村、●江俣村、●大野目村、●上山家村、●高原村                        |
| 藩領         | 出羽天童藩               | 17村 | ●荒谷村、南青柳村、北青柳村、●千手堂村、成安村、土橋村、●灰塚村、中野目村、●寺津村、●小関村、大清水村、●窪野目村、●東中野村、芳賀村、●長岡村、●天童村、北目村（現・山辺町）                         |
| 藩領         | 出羽山形藩               | 7村  | ●長町村、●印役村、●内表村、●志戸田村、●青野村、達磨寺村、●今塚村 |
| 藩領         | 常陸土浦藩               | 7村  | 渋江村、藤内新田村、●老野森村、●北目村（現・天童市）、双月村、高野村、●落合村 |
| 藩領         | 陸奥棚倉藩               | 6村  | 岡村、柳沢村、金沢村、大蕨村、山野辺村、●成生村 |
| 藩領         | 館林藩・棚倉藩           | 1村  | 鮨洗村 |
| 藩領         | 天童藩・土浦藩           | 1村  | ●奈良沢村 |
| 幕府領・藩領 | 幕府領・山形藩           | 1村  | 長崎村 |
| 幕府領・藩領 | 幕府領・土浦藩           | 1村  | 原町村 |
| 幕府領・藩領 | 旗本領（高力氏）・天童藩 | 1村  | 高楯村 |
| その他       | 寺社領                   | 2村  | 中里村、切畑村 |

- 慶応2年6月19日（1866年7月30日） - 棚倉藩が武蔵川越藩に転封。棚倉藩には陸奥白河藩が転封。
- 慶応4年
  - 2月1日（1868年2月23日） - 棚倉藩が白河藩に転封（実行されず）。
  - 9月29日（1868年11月13日） - 戊辰戦争後の処分により幕府領が酒田民政局の管轄となる。
- 明治元年
  - 12月7日（1869年1月19日） - 出羽国が分割され、村山郡は羽前国の所属となる。
  - 12月18日（1869年1月30日） - 戊辰戦争後の処分により天童藩が減封。領地の一部が酒田民政局の管轄となる[注 3]。
  - 12月24日（1869年2月5日） - 白河藩が棚倉藩に転封（現状に即した形となる）。このときの減封により郡内の領地が酒田民政局の管轄となる。
- 明治2年7月26日（1869年9月2日） - 酒田民政局の管轄区域に酒田県（第1次）が発足。
- 明治3年
  - 7月17日（1870年8月13日） - 山形藩が近江朝日山藩に転封。郡内の領地が酒田県（第1次）の管轄となる。
  - 9月28日（1870年10月17日） - 酒田県（第1次）が県庁移転・改称して山形県となり、館林藩・佐倉藩・土浦藩の領地も管轄[注 4]。
- 明治4年
  - 7月14日（1871年8月19日） - 廃藩置県により藩領が天童県の管轄となる。
  - 8月29日（1871年10月23日） - 天童県が廃止され、山形県に編入。
- 明治初年 - 高楯村が東高楯村・西高楯村に分村。（98村）
- 明治6年（1873年） - 深沢村が芳沢村に、北目村（現・山辺町）が北垣村にそれぞれ改称。
- 明治7年（1874年） - 旧・天童城郭内に田鶴町が起立。（1町98村）
- 明治8年（1875年） - 南青柳村・北青柳村が合併して青柳村となる[1][2]。（1町97村）
- 明治9年（1876年） - 南中野村・北中野村が中野村に合併。（1町95村）

### 郡発足後の沿革

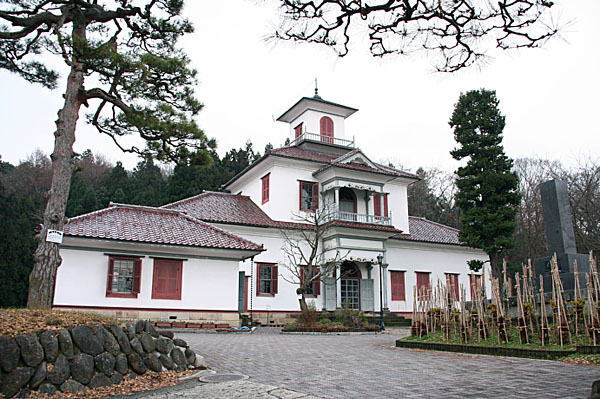
旧東村山郡役所

- 明治11年（1878年）11月1日 - 郡区町村編制法の山形県での施行により、村山郡のうち1町97村に行政区画としての東村山郡が発足。郡役所が天童村に設置[注 5]。
- 明治14年（1881年）（1町92村）
  - 北高擶村・南高擶村が合併して高擶村となる。
  - 南蔵増村・北蔵増村が合併して蔵増村となる。
  - 上中野村が中野村に合併。
- 明治15年（1882年）（1町90村）
  - 田鶴町・天童村が合併して天童町となる。
  - 東中野村が中野村に合併。
- 明治18年（1885年） - 深堀村・山野辺村・東高楯村・西高楯村が合併して山辺村となる。（1町87村）

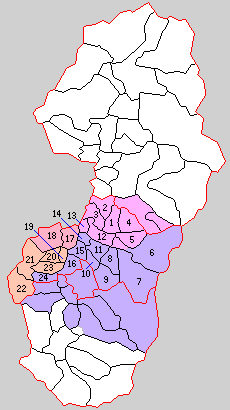
1.天童町 2.成生村 3.蔵増村 4.津山村 5.干布村 6.山寺村 7.高瀬村 8.楯山村 9.鈴川村 10.千歳村 11.出羽村 12.高擶村 13.寺津村 14.明治村 15.大郷村 16.金井村 17.最上村 18.豊田村 19.山辺村 20.大寺村 21.中村 22.作谷沢村 23.相模村 24.大曽根村（紫：山形市 桃：天童市 赤：中山町 橙：山辺町）

- 明治22年（1889年）4月1日 - 町村制の施行により、以下の町村が発足。（1町23村）
  - 天童町 ← 天童町、北目村、老野森村、久野本村（現・天童市）
  - 成生村 ← 成生村、高木村、小関村、大清水村、北村山郡今町村（現・天童市）
  - 蔵増村 ← 蔵増村、矢野目村、高野辺村、窪野目村（現・天童市）
  - 津山村 ← 貫津村、山元村（現・天童市）
  - 干布村 ← 奈良沢村、原町村、下荻野戸村、上荻野戸村（現・天童市）
  - 山寺村 ← 山寺村（現・山形市）、荒谷村（現・天童市）
  - 高瀬村 ← 下東山村、上東山村、切畑村、高沢村、中里村、大森村（現・山形市）
  - 楯山村 ← 風間村、青柳村、十文字村、青野村（現・山形市）
  - 鈴川村 ← 上山家村、下山家村、印役村、双月村、大野目村、高原村（現・山形市）
  - 千歳村 ← 長町村、落合村（現・山形市）
  - 出羽村 ← 漆山村、千手堂村、七浦村（現・山形市）
  - 高擶村 ← 高擶村、清池村、長岡村、芳賀村（現・天童市）
  - 寺津村 ← 藤内新田村、寺津村（現・天童市）
  - 明治村 ← 中野目村、灰塚村、渋江村（現・山形市）
  - 大郷村 ← 中野村、船町村、成安村、今塚村、見崎村（現・山形市）
  - 金井村 ← 江俣村、陣場村、内表村、志戸田村、鮨洗村、吉野宿村、南村山郡陣場新田（現・山形市）
  - 最上村 ← 長崎村、達磨寺村、向新田（現・中山町）
  - 豊田村 ← 岡村、小塩村、土橋村、柳沢村、金沢村（現・中山町）
  - 山辺村 ← 山辺村、三河尻村（現・山辺町）
  - 大寺村 ← 大寺村、北垣村、杉下村（現・山辺町）
  - 中村 ← 大蕨村、北山村（現・山辺町）
  - 作谷沢村 ← 畑谷村、北作村、簗沢村（現・山辺町）
  - 相模村 ← 根際村、要害村、大塚村（現・山辺町）
  - 大曽根村 ← 古館村、上反田村、下反田村、滝平村、常明寺村、芳沢村（現・山形市）
- 明治24年（1891年）4月1日 - 郡制を施行。
- 明治29年（1896年）7月27日 - 山辺村が町制施行して山辺町となる。（2町22村）
- 明治30年（1897年）8月26日 - 最上村が町制施行・改称して長崎町となる。（3町21村）
- 大正12年（1923年）4月1日 - 郡会が廃止。郡役所は存続。
- 大正15年（1926年）7月1日 - 郡役所が廃止。以降は地域区分名称となる。
- 昭和12年（1942年）7月1日 - 「東南村山地方事務所」が山形市に設置され、南村山郡とともに管轄。
- 昭和18年（1943年）4月1日 - 鈴川村・千歳村が山形市に編入。（3町19村）
- 昭和29年（1954年）10月1日（3町4村）
  - 天童町・成生村・蔵増村・津山村・寺津村が北村山郡田麦野村・山口村と合併し、改めて天童町が発足。
  - 山辺町・大寺村・中村・作谷沢村・相模村が合併し、改めて山辺町が発足。
  - 長崎町・豊田村が合併して中山町が発足。
  - 高瀬村・楯山村・出羽村・明治村・大郷村・金井村が山形市に編入。
- 昭和30年（1955年）
  - 4月1日 - 大曽根村の一部[注 6]が山形市に編入。
  - 1月1日 - 高擶村・干布村が合併して豊栄村が発足。（3町3村）
- 昭和31年（1956年）
  - 4月1日 - 大曽根村が山形市に編入。（3町2村）
  - 6月1日 - 山寺村の一部（荒谷）が豊栄村、残部（山寺）が山形市に分割編入。（3町1村）
- 昭和33年（1958年）10月1日 - 天童町が市制施行して天童市となり、郡より離脱。（2町1村）
- 昭和37年（1962年）10月20日 - 豊栄村が天童市に編入。（2町）
- 平成13年（2001年） - 東南村山地方事務所が廃止。「村山総合支庁」が山形市に設置され、山形市・寒河江市・上山市・村山市・天童市・東根市・西村山郡・北村山郡とともに管轄。

### 変遷表
| 明治以前   | 明治以前   | 明治初年 - 明治10年 | 明治11年 - 明治14年              | 明治15年 - 明治22年 | 明治22年 4月1日 町村制施行 | 明治22年 - 昭和25年             | 昭和26年 - 昭和30年          | 昭和31年 - 昭和35年         | 昭和36年 - 現在               | 現在   |
| ---------- | ---------- | ------------------- | -------------------------------- | ------------------- | -------------------------- | ------------------------------- | ---------------------------- | --------------------------- | ----------------------------- | ------ |
|            |            | 明治7年 起立 田鶴町 | 田鶴町                           | 明治15年 天童町     | 天童町                     | 天童町                          | 昭和29年10月1日 天童町       | 昭和33年10月1日 市制 天童市 | 天童市                        | 天童市 |
| 天童村     | 天童村     | 天童村              | 天童村                           | 明治15年 天童町     | 天童町                     | 天童町                          | 昭和29年10月1日 天童町       | 昭和33年10月1日 市制 天童市 | 天童市                        | 天童市 |
| 北目村     | 北目村     | 北目村              | 北目村                           | 北目村              | 天童町                     | 天童町                          | 昭和29年10月1日 天童町       | 昭和33年10月1日 市制 天童市 | 天童市                        | 天童市 |
| 老野森村   | 老野森村   | 老野森村            | 老野森村                         | 老野森村            | 天童町                     | 天童町                          | 昭和29年10月1日 天童町       | 昭和33年10月1日 市制 天童市 | 天童市                        | 天童市 |
| 久野本村   | 久野本村   | 久野本村            | 久野本村                         | 久野本村            | 天童町                     | 天童町                          | 昭和29年10月1日 天童町       | 昭和33年10月1日 市制 天童市 | 天童市                        | 天童市 |
| 南蔵増村   | 南蔵増村   | 南蔵増村            | 明治14年 蔵増村                  | 蔵増村              | 蔵増村                     | 蔵増村                          | 昭和29年10月1日 天童町       | 昭和33年10月1日 市制 天童市 | 天童市                        | 天童市 |
| 北蔵増村   | 北蔵増村   | 北蔵増村            | 明治14年 蔵増村                  | 蔵増村              | 蔵増村                     | 蔵増村                          | 昭和29年10月1日 天童町       | 昭和33年10月1日 市制 天童市 | 天童市                        | 天童市 |
| 矢野目村   | 矢野目村   | 矢野目村            | 矢野目村                         | 矢野目村            | 蔵増村                     | 蔵増村                          | 昭和29年10月1日 天童町       | 昭和33年10月1日 市制 天童市 | 天童市                        | 天童市 |
| 高野辺村   | 高野辺村   | 高野辺村            | 高野辺村                         | 高野辺村            | 蔵増村                     | 蔵増村                          | 昭和29年10月1日 天童町       | 昭和33年10月1日 市制 天童市 | 天童市                        | 天童市 |
| 窪野目村   | 窪野目村   | 窪野目村            | 窪野目村                         | 窪野目村            | 蔵増村                     | 蔵増村                          | 昭和29年10月1日 天童町       | 昭和33年10月1日 市制 天童市 | 天童市                        | 天童市 |
| 貫津村     | 貫津村     | 貫津村              | 貫津村                           | 貫津村              | 津山村                     | 津山村                          | 昭和29年10月1日 天童町       | 昭和33年10月1日 市制 天童市 | 天童市                        | 天童市 |
| 山元村     | 山元村     | 山元村              | 山元村                           | 山元村              | 津山村                     | 津山村                          | 昭和29年10月1日 天童町       | 昭和33年10月1日 市制 天童市 | 天童市                        | 天童市 |
| 藤内新田村 | 藤内新田村 | 藤内新田村          | 藤内新田村                       | 藤内新田村          | 寺津村                     | 寺津村                          | 昭和29年10月1日 天童町       | 昭和33年10月1日 市制 天童市 | 天童市                        | 天童市 |
| 寺津村     | 寺津村     | 寺津村              | 寺津村                           | 寺津村              | 寺津村                     | 寺津村                          | 昭和29年10月1日 天童町       | 昭和33年10月1日 市制 天童市 | 天童市                        | 天童市 |
| 成生村     | 成生村     | 成生村              | 成生村                           | 成生村              | 成生村                     | 成生村                          | 昭和29年10月1日 天童町       | 昭和33年10月1日 市制 天童市 | 天童市                        | 天童市 |
| 高木村     | 高木村     | 高木村              | 高木村                           | 高木村              | 成生村                     | 成生村                          | 昭和29年10月1日 天童町       | 昭和33年10月1日 市制 天童市 | 天童市                        | 天童市 |
| 小関村     | 小関村     | 小関村              | 小関村                           | 小関村              | 成生村                     | 成生村                          | 昭和29年10月1日 天童町       | 昭和33年10月1日 市制 天童市 | 天童市                        | 天童市 |
| 大清水村   | 大清水村   | 大清水村            | 大清水村                         | 大清水村            | 成生村                     | 成生村                          | 昭和29年10月1日 天童町       | 昭和33年10月1日 市制 天童市 | 天童市                        | 天童市 |
| 今町村     | 今町村     | 明治10年 今町村     | 明治11年11月1日 北村山郡今町村   | 北村山郡今町村      | 成生村                     | 成生村                          | 昭和29年10月1日 天童町       | 昭和33年10月1日 市制 天童市 | 天童市                        | 天童市 |
| 川除村     |            | 明治10年 今町村     | 明治11年11月1日 北村山郡今町村   | 北村山郡今町村      | 成生村                     | 成生村                          | 昭和29年10月1日 天童町       | 昭和33年10月1日 市制 天童市 | 天童市                        | 天童市 |
| 田麦野村   | 田麦野村   | 田麦野村            | 明治11年11月1日 北村山郡田麦野村 | 北村山郡田麦野村    | 北村山郡 田麦野村          | 北村山郡田麦野村                | 昭和29年10月1日 天童町       | 昭和33年10月1日 市制 天童市 | 天童市                        | 天童市 |
| 山口村     | 山口村     | 山口村              | 明治11年11月1日 北村山郡山口村   | 北村山郡山口村      | 北村山郡 山口村            | 北村山郡山口村                  | 昭和29年10月1日 天童町       | 昭和33年10月1日 市制 天童市 | 天童市                        | 天童市 |
| 河原子村   | 河原子村   | 河原子村            | 明治11年11月1日 北村山郡河原子村 | 北村山郡河原子村    | 北村山郡 山口村            | 北村山郡山口村                  | 昭和29年10月1日 天童町       | 昭和33年10月1日 市制 天童市 | 天童市                        | 天童市 |
| 道満村     | 道満村     | 道満村              | 明治11年11月1日 北村山郡道満村   | 北村山郡道満村      | 北村山郡 山口村            | 北村山郡山口村                  | 昭和29年10月1日 天童町       | 昭和33年10月1日 市制 天童市 | 天童市                        | 天童市 |
| 乱川村     | 乱川村     | 乱川村              | 明治11年11月1日 北村山郡乱川村   | 北村山郡乱川村      | 北村山郡 山口村            | 北村山郡山口村                  | 昭和29年10月1日 天童町       | 昭和33年10月1日 市制 天童市 | 天童市                        | 天童市 |
| 北高擶村   | 北高擶村   | 北高擶村            | 明治14年 高擶村                  | 高擶村              | 高擶村                     | 高擶村                          | 昭和30年1月1日 豊栄村        | 豊栄村                      | 昭和37年10月20日 天童市に編入 | 天童市 |
| 南高擶村   | 南高擶村   | 南高擶村            | 明治14年 高擶村                  | 高擶村              | 高擶村                     | 高擶村                          | 昭和30年1月1日 豊栄村        | 豊栄村                      | 昭和37年10月20日 天童市に編入 | 天童市 |
| 清池村     | 清池村     | 清池村              | 清池村                           | 清池村              | 高擶村                     | 高擶村                          | 昭和30年1月1日 豊栄村        | 豊栄村                      | 昭和37年10月20日 天童市に編入 | 天童市 |
| 長岡村     | 長岡村     | 長岡村              | 長岡村                           | 長岡村              | 高擶村                     | 高擶村                          | 昭和30年1月1日 豊栄村        | 豊栄村                      | 昭和37年10月20日 天童市に編入 | 天童市 |
| 芳賀村     | 芳賀村     | 芳賀村              | 芳賀村                           | 芳賀村              | 高擶村                     | 高擶村                          | 昭和30年1月1日 豊栄村        | 豊栄村                      | 昭和37年10月20日 天童市に編入 | 天童市 |
| 奈良沢村   | 奈良沢村   | 奈良沢村            | 奈良沢村                         | 奈良沢村            | 干布村                     | 干布村                          | 昭和30年1月1日 豊栄村        | 豊栄村                      | 昭和37年10月20日 天童市に編入 | 天童市 |
| 原町村     | 原町村     | 原町村              | 原町村                           | 原町村              | 干布村                     | 干布村                          | 昭和30年1月1日 豊栄村        | 豊栄村                      | 昭和37年10月20日 天童市に編入 | 天童市 |
| 下荻野戸村 | 下荻野戸村 | 下荻野戸村          | 下荻野戸村                       | 下荻野戸村          | 干布村                     | 干布村                          | 昭和30年1月1日 豊栄村        | 豊栄村                      | 昭和37年10月20日 天童市に編入 | 天童市 |
| 上荻野戸村 | 上荻野戸村 | 上荻野戸村          | 上荻野戸村                       | 上荻野戸村          | 干布村                     | 干布村                          | 昭和30年1月1日 豊栄村        | 豊栄村                      | 昭和37年10月20日 天童市に編入 | 天童市 |
| 山寺村     | 山寺村     | 山寺村              | 山寺村                           | 山寺村              | 山寺村                     | 山寺村                          | 山寺村                       | 昭和31年6月1日 豊栄村に編入 | 昭和37年10月20日 天童市に編入 | 天童市 |
| 荒谷村     | 荒谷村     | 荒谷村              | 荒谷村                           | 荒谷村              | 山寺村                     | 山寺村                          | 山寺村                       | 昭和31年6月1日 山形市に編入 | 山形市                        | 山形市 |
| 上反田村   | 上反田村   | 上反田村            | 上反田村                         | 上反田村            | 大曽根村                   | 大曽根村                        | 大曽根村                     | 昭和31年4月1日 山形市に編入 | 山形市                        | 山形市 |
| 下反田村   | 下反田村   | 下反田村            | 下反田村                         | 下反田村            | 大曽根村                   | 大曽根村                        | 大曽根村                     | 昭和31年4月1日 山形市に編入 | 山形市                        | 山形市 |
| 滝平村     | 滝平村     | 滝平村              | 滝平村                           | 滝平村              | 大曽根村                   | 大曽根村                        | 大曽根村                     | 昭和31年4月1日 山形市に編入 | 山形市                        | 山形市 |
| 常明寺村   | 常明寺村   | 常明寺村            | 常明寺村                         | 常明寺村            | 大曽根村                   | 大曽根村                        | 大曽根村                     | 昭和31年4月1日 山形市に編入 | 山形市                        | 山形市 |
| 深沢村     | 深沢村     | 深沢村              | 明治6年 改称 芳沢村              | 芳沢村              | 大曽根村                   | 大曽根村                        | 大曽根村                     | 昭和31年4月1日 山形市に編入 | 山形市                        | 山形市 |
| 古館村     | 一部を除く | 古館村              | 古館村                           | 古館村              | 大曽根村                   | 大曽根村                        | 大曽根村                     | 昭和31年4月1日 山形市に編入 | 山形市                        | 山形市 |
| 古館村     | 一部       | 古館村              | 古館村                           | 古館村              | 大曽根村                   | 大曽根村                        | 昭和30年4月1日 山形市に編入  | 山形市                      | 山形市                        | 山形市 |
| 下東山村   | 下東山村   | 下東山村            | 下東山村                         | 下東山村            | 高瀬村                     | 高瀬村                          | 昭和29年10月1日 山形市に編入 | 山形市                      | 山形市                        | 山形市 |
| 上東山村   | 上東山村   | 上東山村            | 上東山村                         | 上東山村            | 高瀬村                     | 高瀬村                          | 昭和29年10月1日 山形市に編入 | 山形市                      | 山形市                        | 山形市 |
| 切畑村     | 切畑村     | 切畑村              | 切畑村                           | 切畑村              | 高瀬村                     | 高瀬村                          | 昭和29年10月1日 山形市に編入 | 山形市                      | 山形市                        | 山形市 |
| 高沢村     | 高沢村     | 高沢村              | 高沢村                           | 高沢村              | 高瀬村                     | 高瀬村                          | 昭和29年10月1日 山形市に編入 | 山形市                      | 山形市                        | 山形市 |
| 中里村     | 中里村     | 中里村              | 中里村                           | 中里村              | 高瀬村                     | 高瀬村                          | 昭和29年10月1日 山形市に編入 | 山形市                      | 山形市                        | 山形市 |
| 大森村     | 大森村     | 大森村              | 大森村                           | 大森村              | 高瀬村                     | 高瀬村                          | 昭和29年10月1日 山形市に編入 | 山形市                      | 山形市                        | 山形市 |
| 風間村     | 風間村     | 風間村              | 風間村                           | 風間村              | 楯山村                     | 楯山村                          | 昭和29年10月1日 山形市に編入 | 山形市                      | 山形市                        | 山形市 |
| 南青柳村   | 南青柳村   | 明治8年 青柳村      | 青柳村                           | 青柳村              | 楯山村                     | 楯山村                          | 昭和29年10月1日 山形市に編入 | 山形市                      | 山形市                        | 山形市 |
| 北青柳村   |            | 明治8年 青柳村      | 青柳村                           | 青柳村              | 楯山村                     | 楯山村                          | 昭和29年10月1日 山形市に編入 | 山形市                      | 山形市                        | 山形市 |
| 十文字村   | 十文字村   | 十文字村            | 十文字村                         | 十文字村            | 楯山村                     | 楯山村                          | 昭和29年10月1日 山形市に編入 | 山形市                      | 山形市                        | 山形市 |
| 青野村     | 青野村     | 青野村              | 青野村                           | 青野村              | 楯山村                     | 楯山村                          | 昭和29年10月1日 山形市に編入 | 山形市                      | 山形市                        | 山形市 |
| 漆山村     | 漆山村     | 漆山村              | 漆山村                           | 漆山村              | 出羽村                     | 出羽村                          | 昭和29年10月1日 山形市に編入 | 山形市                      | 山形市                        | 山形市 |
| 千手堂村   | 千手堂村   | 千手堂村            | 千手堂村                         | 千手堂村            | 出羽村                     | 出羽村                          | 昭和29年10月1日 山形市に編入 | 山形市                      | 山形市                        | 山形市 |
| 七浦村     | 七浦村     | 七浦村              | 七浦村                           | 七浦村              | 出羽村                     | 出羽村                          | 昭和29年10月1日 山形市に編入 | 山形市                      | 山形市                        | 山形市 |
| 中野目村   | 中野目村   | 中野目村            | 中野目村                         | 中野目村            | 明治村                     | 明治村                          | 昭和29年10月1日 山形市に編入 | 山形市                      | 山形市                        | 山形市 |
| 灰塚村     | 灰塚村     | 灰塚村              | 灰塚村                           | 灰塚村              | 明治村                     | 明治村                          | 昭和29年10月1日 山形市に編入 | 山形市                      | 山形市                        | 山形市 |
| 渋江村     | 渋江村     | 渋江村              | 渋江村                           | 渋江村              | 明治村                     | 明治村                          | 昭和29年10月1日 山形市に編入 | 山形市                      | 山形市                        | 山形市 |
| 中野村     | 中野村     | 明治9年 中野村      | 明治14年 中野村                  | 明治15年 中野村     | 大郷村                     | 大郷村                          | 昭和29年10月1日 山形市に編入 | 山形市                      | 山形市                        | 山形市 |
| 南中野村   |            | 明治9年 中野村      | 明治14年 中野村                  | 明治15年 中野村     | 大郷村                     | 大郷村                          | 昭和29年10月1日 山形市に編入 | 山形市                      | 山形市                        | 山形市 |
| 北中野村   |            | 明治9年 中野村      | 明治14年 中野村                  | 明治15年 中野村     | 大郷村                     | 大郷村                          | 昭和29年10月1日 山形市に編入 | 山形市                      | 山形市                        | 山形市 |
| 上中野村   | 上中野村   | 上中野村            | 明治14年 中野村                  | 明治15年 中野村     | 大郷村                     | 大郷村                          | 昭和29年10月1日 山形市に編入 | 山形市                      | 山形市                        | 山形市 |
| 東中野村   | 東中野村   | 東中野村            | 東中野村                         | 明治15年 中野村     | 大郷村                     | 大郷村                          | 昭和29年10月1日 山形市に編入 | 山形市                      | 山形市                        | 山形市 |
| 船町村     | 船町村     | 船町村              | 船町村                           | 船町村              | 大郷村                     | 大郷村                          | 昭和29年10月1日 山形市に編入 | 山形市                      | 山形市                        | 山形市 |
| 成安村     | 成安村     | 成安村              | 成安村                           | 成安村              | 大郷村                     | 大郷村                          | 昭和29年10月1日 山形市に編入 | 山形市                      | 山形市                        | 山形市 |
| 今塚村     | 今塚村     | 今塚村              | 今塚村                           | 今塚村              | 大郷村                     | 大郷村                          | 昭和29年10月1日 山形市に編入 | 山形市                      | 山形市                        | 山形市 |
| 見崎村     | 見崎村     | 見崎村              | 見崎村                           | 見崎村              | 大郷村                     | 大郷村                          | 昭和29年10月1日 山形市に編入 | 山形市                      | 山形市                        | 山形市 |
| 江俣村     | 江俣村     | 江俣村              | 江俣村                           | 江俣村              | 金井村                     | 金井村                          | 昭和29年10月1日 山形市に編入 | 山形市                      | 山形市                        | 山形市 |
| 陣場村     | 陣場村     | 陣場村              | 陣場村                           | 陣場村              | 金井村                     | 金井村                          | 昭和29年10月1日 山形市に編入 | 山形市                      | 山形市                        | 山形市 |
| 内表村     | 内表村     | 内表村              | 内表村                           | 内表村              | 金井村                     | 金井村                          | 昭和29年10月1日 山形市に編入 | 山形市                      | 山形市                        | 山形市 |
| 志戸田村   | 志戸田村   | 志戸田村            | 志戸田村                         | 志戸田村            | 金井村                     | 金井村                          | 昭和29年10月1日 山形市に編入 | 山形市                      | 山形市                        | 山形市 |
| 鮨洗村     | 鮨洗村     | 鮨洗村              | 鮨洗村                           | 鮨洗村              | 金井村                     | 金井村                          | 昭和29年10月1日 山形市に編入 | 山形市                      | 山形市                        | 山形市 |
| 吉野宿村   | 吉野宿村   | 吉野宿村            | 吉野宿村                         | 吉野宿村            | 金井村                     | 金井村                          | 昭和29年10月1日 山形市に編入 | 山形市                      | 山形市                        | 山形市 |
| 陣場新田   | 陣場新田   | 陣場新田            | 明治11年11月1日 南村山郡陣場新田 | 南村山郡陣場新田    | 金井村                     | 金井村                          | 昭和29年10月1日 山形市に編入 | 山形市                      | 山形市                        | 山形市 |
| 上山家村   | 上山家村   | 上山家村            | 上山家村                         | 上山家村            | 鈴川村                     | 昭和18年4月1日 山形市に編入     | 山形市                       | 山形市                      | 山形市                        | 山形市 |
| 下山家村   | 下山家村   | 下山家村            | 下山家村                         | 下山家村            | 鈴川村                     | 昭和18年4月1日 山形市に編入     | 山形市                       | 山形市                      | 山形市                        | 山形市 |
| 印役村     | 印役村     | 印役村              | 印役村                           | 印役村              | 鈴川村                     | 昭和18年4月1日 山形市に編入     | 山形市                       | 山形市                      | 山形市                        | 山形市 |
| 双月村     | 双月村     | 双月村              | 双月村                           | 双月村              | 鈴川村                     | 昭和18年4月1日 山形市に編入     | 山形市                       | 山形市                      | 山形市                        | 山形市 |
| 大野目村   | 大野目村   | 大野目村            | 大野目村                         | 大野目村            | 鈴川村                     | 昭和18年4月1日 山形市に編入     | 山形市                       | 山形市                      | 山形市                        | 山形市 |
| 高原村     | 高原村     | 高原村              | 高原村                           | 高原村              | 鈴川村                     | 昭和18年4月1日 山形市に編入     | 山形市                       | 山形市                      | 山形市                        | 山形市 |
| 長町村     | 長町村     | 長町村              | 長町村                           | 長町村              | 千歳村                     | 昭和18年4月1日 山形市に編入     | 山形市                       | 山形市                      | 山形市                        | 山形市 |
| 落合村     | 落合村     | 落合村              | 落合村                           | 落合村              | 千歳村                     | 昭和18年4月1日 山形市に編入     | 山形市                       | 山形市                      | 山形市                        | 山形市 |
| 長崎村     | 長崎村     | 長崎村              | 長崎村                           | 長崎村              | 最上村                     | 明治30年8月26日 町制改称 長崎町 | 昭和29年10月1日 中山町       | 中山町                      | 中山町                        | 中山町 |
| 達磨寺村   | 達磨寺村   | 達磨寺村            | 達磨寺村                         | 達磨寺村            | 最上村                     | 明治30年8月26日 町制改称 長崎町 | 昭和29年10月1日 中山町       | 中山町                      | 中山町                        | 中山町 |
| 向新田     | 向新田     | 向新田              | 向新田                           | 向新田              | 最上村                     | 明治30年8月26日 町制改称 長崎町 | 昭和29年10月1日 中山町       | 中山町                      | 中山町                        | 中山町 |
| 岡村       | 岡村       | 岡村                | 岡村                             | 岡村                | 豊田村                     | 豊田村                          | 昭和29年10月1日 中山町       | 中山町                      | 中山町                        | 中山町 |
| 小塩村     | 小塩村     | 小塩村              | 小塩村                           | 小塩村              | 豊田村                     | 豊田村                          | 昭和29年10月1日 中山町       | 中山町                      | 中山町                        | 中山町 |
| 土橋村     | 土橋村     | 土橋村              | 土橋村                           | 土橋村              | 豊田村                     | 豊田村                          | 昭和29年10月1日 中山町       | 中山町                      | 中山町                        | 中山町 |
| 柳沢村     | 柳沢村     | 柳沢村              | 柳沢村                           | 柳沢村              | 豊田村                     | 豊田村                          | 昭和29年10月1日 中山町       | 中山町                      | 中山町                        | 中山町 |
| 金沢村     | 金沢村     | 金沢村              | 金沢村                           | 金沢村              | 豊田村                     | 豊田村                          | 昭和29年10月1日 中山町       | 中山町                      | 中山町                        | 中山町 |
| 深堀村     | 深堀村     | 深堀村              | 深堀村                           | 明治18年 山辺村     | 山辺村                     | 明治29年7月27日 町制 山辺町     | 昭和29年10月1日 山辺町       | 山辺町                      | 山辺町                        | 山辺町 |
| 山野辺村   | 山野辺村   | 山野辺村            | 山野辺村                         | 明治18年 山辺村     | 山辺村                     | 明治29年7月27日 町制 山辺町     | 昭和29年10月1日 山辺町       | 山辺町                      | 山辺町                        | 山辺町 |
| 高楯村     | 高楯村     | 明治初年 東高楯村   | 東高楯村                         | 明治18年 山辺村     | 山辺村                     | 明治29年7月27日 町制 山辺町     | 昭和29年10月1日 山辺町       | 山辺町                      | 山辺町                        | 山辺町 |
| 高楯村     | 高楯村     | 明治初年 西高楯村   | 西高楯村                         | 明治18年 山辺村     | 山辺村                     | 明治29年7月27日 町制 山辺町     | 昭和29年10月1日 山辺町       | 山辺町                      | 山辺町                        | 山辺町 |
| 三河尻村   | 三河尻村   | 三河尻村            | 三河尻村                         | 三河尻村            | 山辺村                     | 明治29年7月27日 町制 山辺町     | 昭和29年10月1日 山辺町       | 山辺町                      | 山辺町                        | 山辺町 |
| 大寺村     | 大寺村     | 大寺村              | 大寺村                           | 大寺村              | 大寺村                     | 大寺村                          | 昭和29年10月1日 山辺町       | 山辺町                      | 山辺町                        | 山辺町 |
| 北目村     | 北目村     | 北目村              | 明治6年 改称 北垣村              | 北垣村              | 大寺村                     | 大寺村                          | 昭和29年10月1日 山辺町       | 山辺町                      | 山辺町                        | 山辺町 |
| 杉下村     | 杉下村     | 杉下村              | 杉下村                           | 杉下村              | 大寺村                     | 大寺村                          | 昭和29年10月1日 山辺町       | 山辺町                      | 山辺町                        | 山辺町 |
| 大蕨村     | 大蕨村     | 大蕨村              | 大蕨村                           | 大蕨村              | 中村                       | 中村                            | 昭和29年10月1日 山辺町       | 山辺町                      | 山辺町                        | 山辺町 |
| 北山村     | 北山村     | 北山村              | 北山村                           | 北山村              | 中村                       | 中村                            | 昭和29年10月1日 山辺町       | 山辺町                      | 山辺町                        | 山辺町 |
| 畑谷村     | 畑谷村     | 畑谷村              | 畑谷村                           | 畑谷村              | 作谷沢村                   | 作谷沢村                        | 昭和29年10月1日 山辺町       | 山辺町                      | 山辺町                        | 山辺町 |
| 北作村     | 北作村     | 北作村              | 北作村                           | 北作村              | 作谷沢村                   | 作谷沢村                        | 昭和29年10月1日 山辺町       | 山辺町                      | 山辺町                        | 山辺町 |
| 簗沢村     | 簗沢村     | 簗沢村              | 簗沢村                           | 簗沢村              | 作谷沢村                   | 作谷沢村                        | 昭和29年10月1日 山辺町       | 山辺町                      | 山辺町                        | 山辺町 |
| 根際村     | 根際村     | 根際村              | 根際村                           | 根際村              | 相模村                     | 相模村                          | 昭和29年10月1日 山辺町       | 山辺町                      | 山辺町                        | 山辺町 |
| 要害村     | 要害村     | 要害村              | 要害村                           | 要害村              | 相模村                     | 相模村                          | 昭和29年10月1日 山辺町       | 山辺町                      | 山辺町                        | 山辺町 |
| 大塚村     | 大塚村     | 大塚村              | 大塚村                           | 大塚村              | 相模村                     | 相模村                          | 昭和29年10月1日 山辺町       | 山辺町                      | 山辺町                        | 山辺町 |